# Molekulární kondom
Molekulární kondom je označení pro gel, který by měl chránit ženy před přenášením pohlavních chorob, především před virem HIV. Jeho výzkum je součástí snahy mnoha států, pomoci rozvojovým zemím s problémem epidemií AIDS. Odhadovaná účinnost je přibližně 50 %.
Zavádí se přímo do vaginy. Jeho funkčnost je založena na faktu, že sperma má pH cca 7,5, zatímco vagina je kyselejší a má pH 4–5. Při styku se spermatem se tak uvolní látky, které zneškodňují virus. Je také citlivý na teplotu, což usnadňuje aplikaci.
Dodatek: Tento „molekulární kondom“ obsahuje Retrovirika a při kontaktu se sliznicí pochvy gel tvrdne. Když dojde ke kontaktu s lidským spermatem, poté se teprve uvolní retrovirikum a to virus zneškodní.